# Medalistki mistrzostw Polski seniorów w skoku w dal z miejsca
Medalistki mistrzostw Polski seniorów w skoku w dal z miejsca – zdobywczynie medali seniorskich mistrzostw Polski w konkurencji skoku w dal z miejsca.
Skok w dal z miejsca był rozgrywany na mistrzostwach kraju po raz pierwszy w 1927 w Poznaniu. Pierwszą w historii mistrzynią Polski została zawodniczka Makabi Kraków Maryla Freiwald, która uzyskała wynik 2,155 m. Po raz ostatni mistrzostwa w skoku w dal z miejsca na otwartym stadionie zostały rozegrane w 1947 w Katowicach.
Najwięcej medali mistrzostw Polski (pięć) zdobyła Alina Hulanicka, a najwięcej złotych (po dwa) – Alina Hulanicka, Elżbieta Pach, Aniela Sikora, Jadwiga Wajsówna i Stanisława Walasiewicz.
Rekord mistrzostw Polski seniorów w skoku w dal z miejsca wynosi 2,605 m i został ustanowiony przez Stanisławę Walasiewicz podczas mistrzostw w 1938 w Grudziądzu.

## Medalistki
| NR – rekord kraju \| PB – rekord życiowy \| SB – najlepszy wynik w sezonie \| NL – najlepszy wynik w polskich tabelach w sezonie |

| Mistrzostwa         | 1. miejsce                            | Rezultat | 2. miejsce                           | Rezultat | 3. miejsce                       | Rezultat |
| Poznań 1927         | Maryla Freiwald Makabi Kraków         | 2,155    | Helena Frydrych Warta Poznań         | 2,125    | Genowefa Kobielska ŁKS Łódź      | 2,115    |
| Kraków 1928         | Elżbieta Czaja ŚKLA Katowice          | 2,385    | Alina Hulanicka Grażyna Warszawa     | 2,315    | Maria Lange AZS Poznań           | 2,19     |
| Warszawa 1929       | Elżbieta Czaja ŚKLA Katowice          | 2,44     | Alina Hulanicka Grażyna Warszawa     | 2,40     | Helena Mazur Cracovia            | 2,31     |
| Bydgoszcz 1930      | Alina Hulanicka Grażyna Warszawa      | 2,44     | Halina Konopacka AZS Warszawa        | 2,36     | Marta Lubecka Grażyna Warszawa   | 2,20     |
| Warszawa 1931       | Alina Hulanicka Grażyna Warszawa      | 2,40     | Elżbieta Pach Stadion Królewska Huta | 2,33     | Wanda Jasieńska AZS Poznań       | 2,31     |
| Łódź 1932           | Janina Lutrosińska ŁKS Łódź           | 2,47     | Aniela Sikora Stadion Królewska Huta | 2,41     | Wanda Jasieńska AZS Poznań       | 2,29     |
| Królewska Huta 1933 | Aniela Sikora Stadion Królewska Huta  | 2,36     | Alina Hulanicka AZS Warszawa         | 2,34     | Wanda Jasieńska AZS Poznań       | 2,32     |
| Warszawa 1934       | Aniela Sikora Stadion Chorzów         | 2,36     | Alina Dunin AZS Poznań               | 2,35     | Janina Wasilewska Pogoń Katowice | 2,27     |
| Kraków 1935         | Irena Paliszewska SKS Sosnowiec       | 2,25     | Maria Kwaśniewska ŁKS Łódź           | 2,22     | Irena Świderska AZS Poznań       | 2,21     |
| Łódź 1936           | Jadwiga Wajsówna Sokół Łódź           | 2,33     | Jadwiga Batiuk Strzelec Lwów         | 2,26     | Alina Dunin Warszawianka         | 2,215    |
| Bydgoszcz 1937      | Jadwiga Wajsówna Boruta Zgierz        | 2,39     | Urszula Ziółek Stadion Chorzów       | 2,28     | Krystyna Kremer AZS Lwów         | 2,28     |
| Grudziądz 1938      | Stanisława Walasiewicz Warszawianka   | 2,605    | Zofia Starzyk Warszawianka           | 2,39     | Waltruda Krüger KPW Poznań       | 2,33     |
| Chorzów 1939        | Urszula Ziółek Stadion Chorzów        | 2,39     | Magdalena Gniełka Stadion Chorzów    | 2,29     | Henryka Słomczewska IKP Łódź     | 2,25     |
| 1940-1945           | nie rozgrywano                        |          |                                      |          |                                  |          |
| Kraków 1946         | Stanisława Walasiewicz Legia Warszawa | 2,41     | Jadwiga Wajsówna DKS Łódź            | 2,26     | Mieczysława Moder ŁKS Łódź       | 2,26     |
| Katowice 1947       | Mieczysława Moder AZS Łódź            | 2,44     | Halina Turkowska Junak Szczecin      | 2,31     | Helena Gburek GKS Grudziądz      | 2,29     |

## Klasyfikacja medalowa
W historii mistrzostw Polski seniorów na podium tej imprezy stanęło w sumie 29 zawodniczek. Najwięcej medali – 5 – wywalczyła Alina Hulanicka, a najwięcej złotych (po 2) – Alina Hulanicka, Elżbieta Pach, Aniela Sikora, Jadwiga Wajsówna i Stanisława Walasiewicz.
| Lp. | Zawodniczka            | Złoto | Srebro | Brąz | Razem |
| 1.  | Alina Hulanicka        | 2     | 3      | 0    | 5     |
| 2.  | Elżbieta Pach          | 2     | 1      | 0    | 3     |
| 2.  | Aniela Sikora          | 2     | 1      | 0    | 3     |
| 2.  | Jadwiga Wajsówna       | 2     | 1      | 0    | 3     |
| 5.  | Stanisława Walasiewicz | 2     | 0      | 0    | 2     |
| 6.  | Urszula Ziółek         | 1     | 1      | 0    | 2     |
| 7.  | Mieczysława Moder      | 1     | 0      | 1    | 2     |
| 8.  | Maryla Freiwald        | 1     | 0      | 0    | 1     |
| 8.  | Janina Lutrosińska     | 1     | 0      | 0    | 1     |
| 8.  | Irena Paliszewska      | 1     | 0      | 0    | 1     |
| 11. | Alina Dunin            | 0     | 1      | 1    | 2     |
| 12. | Jadwiga Batiuk         | 0     | 1      | 0    | 1     |
| 12. | Helena Frydrych        | 0     | 1      | 0    | 1     |
| 12. | Magdalena Gniełka      | 0     | 1      | 0    | 1     |
| 12. | Halina Konopacka       | 0     | 1      | 0    | 1     |
| 12. | Maria Kwaśniewska      | 0     | 1      | 0    | 1     |
| 12. | Zofia Starzyk          | 0     | 1      | 0    | 1     |
| 12. | Halina Turkowska       | 0     | 1      | 0    | 1     |
| 19. | Wanda Jasieńska        | 0     | 0      | 3    | 3     |
| 20. | Helena Gburek          | 0     | 0      | 1    | 1     |
| 20. | Genowefa Kobielska     | 0     | 0      | 1    | 1     |
| 20. | Krystyna Kremer        | 0     | 0      | 1    | 1     |
| 20. | Waltruda Krüger        | 0     | 0      | 1    | 1     |
| 20. | Maria Lange            | 0     | 0      | 1    | 1     |
| 20. | Marta Lubecka          | 0     | 0      | 1    | 1     |
| 20. | Helena Mazur           | 0     | 0      | 1    | 1     |
| 20. | Henryka Słomczewska    | 0     | 0      | 1    | 1     |
| 20. | Irena Świderska        | 0     | 0      | 1    | 1     |
| 20. | Janina Wasilewska      | 0     | 0      | 1    | 1     |

## Zmiany nazwisk
Niektóre zawodniczki w trakcie kariery lekkoatletycznej zmieniały nazwiska. Poniżej podane są najpierw nazwiska panieńskie, a następnie po mężu:
Elżbieta Czaja → Elżbieta Pach
Wanda Jasieńska → Wanda Komar
Genowefa Kobielska → Genowefa Cejzik
Henryka Słomczewska → Henryka Nowak